# I decabristi
I decabristi (Декабристы, Dekabristy) è un film del 1926 diretto da Aleksandr Viktorovič Ivanovskij.